# Parc national de Prince Albert
Le parc national de Prince Albert est un parc national du Canada situé en Saskatchewan.
Le parc compte plusieurs étendues d'eau dont les lacs Kingsmere, Crean et Waskesiu.

## Faune
Le parc abrite notamment:
- une population de castors, dont des dizaines de spécimens ont été exportées pour restaurer ailleurs des populations décimées ou éteintes à cause de la chasse et du piégeage qu'elles ont subis[1],[2].
- Une population de loups qui a fait l'objet de quelques études[3]
- Une espèce de poisson (black bass) qui y a été volontairement introduite[4]
- une population de caribous[5] et des bisons (qui ont été victimes d'anthrax[6]).

## Grey Owl

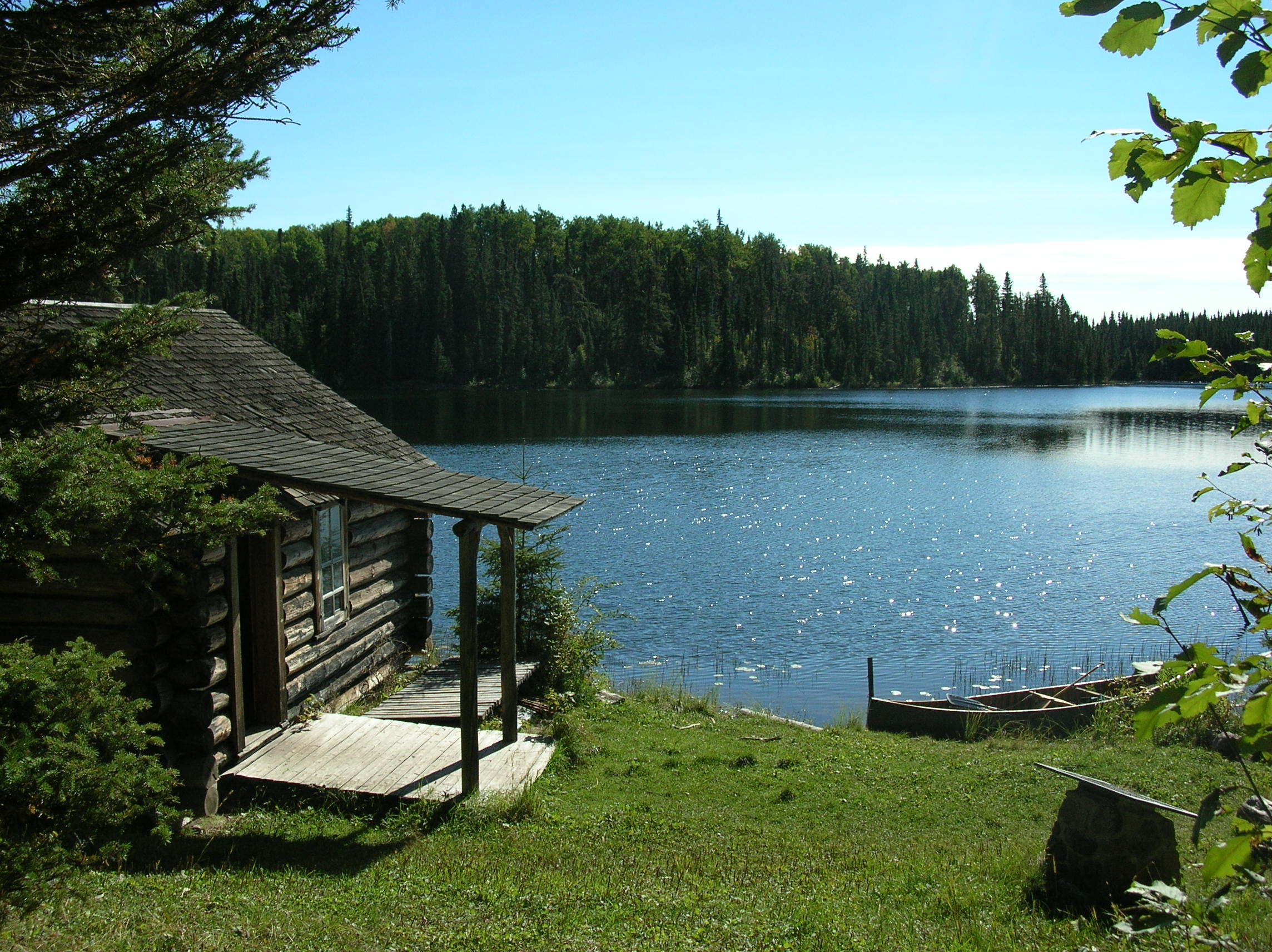
Beaver lodge, la cabane de Grey Owl (Archibald Belaney)

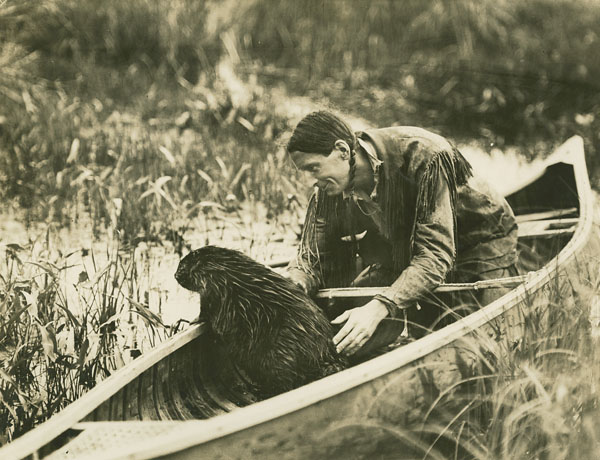
Grey Owl et l'un de ses castors dans un canoé

C'est dans ce parc qu'a vécu une partie de sa vie Grey Owl. Ce n'est pas là que le film « Le peuple des castors » a été tourné ; film montrant Grey Owl et Anahareo, avec leurs deux castors apprivoisés, élevés après que leur mère fut tuée, mais Grey Owl après avoir été embauché par le « Dominion Parks Service » canadien, comme garde de parc naturel et naturaliste et installé en 1931 avec ses castors dans une cabane du parc national du Mont-Riding (Manitoba), a déménagé en 1932 dans le Parc national de Prince Albert. Il s'y est établi en tant que gardien honoraire responsable de la protection des castors et il y est enterré près de sa petite maison située au bord du lac Ajawaan à moins d'un kilomètre de l'extrémité nord du lac Kingsmere.

## Prospective
Les changements globaux, réchauffement climatique, perte de biodiversité, et arrivée régulière d'espèces exotiques envahissantes, associée à une fragmentation croissante des territoires et à une circulation d'espèces et de gènes ubiquistes favorisée par le commerce et les transports (routes, canaux, avions, bateaux, etc.) ont déjà des effets directs et indirects sur les biomes et donc sur les parcs qui cherchent à en préserver les spécificités

### Vidéographie
- Waskesiu - Grey Owls Cabin Hike